# Hermès
Hermès International S.A., Hermès of Paris, eller blot Hermès (fransk udtale: [ɛʁmɛs]; er en fransk mærkevareproducent, der forhandler luksuriøse designmærker. Virksomheden blev grundlagt i 1837.
| Frankrig | Spire Denne artikel om et firma eller en virksomhed i Frankrig er en spire som bør udbygges. Du er velkommen til at hjælpe Wikipedia ved at udvide den. |